# Juan Antonio Rodríguez Iglesias
Juan Antonio Rodríguez Iglesias (Dolores, 9 de julio de 1928-Paysandú, 27 de septiembre de 2019) fue un deportista uruguayo que compitió en remo. Participó en dos Juegos Olímpicos de Verano en los años 1948 y 1952, obteniendo dos medallas, bronce en Londres 1948 y bronce en Helsinki 1952.

## Palmarés internacional
| Juegos Olímpicos | Juegos Olímpicos      | Juegos Olímpicos  | Juegos Olímpicos |
| Año              | Lugar                 | Medalla           | Prueba           |
| ---------------- | --------------------- | ----------------- | ---------------- |
| 1948             | Londres (Reino Unido) | Medalla de bronce | Doble scull      |
| 1952             | Helsinki (Finlandia)  | Medalla de bronce | Doble scull      |